# Maura Visser
Maura Visser (* 1. Juni 1985 in Den Haag) ist eine ehemalige niederländische Handballspielerin.

## Karriere
Nachdem Visser in den Niederlanden für Hellas Den Haag und v.d. Voort/Quintus aktiv war, schloss sich die vierfache niederländische Meisterin (2004 bis 2007) im Jahr 2009 dem dänischen Erstligisten KIF Kolding an. Mit Kolding erreichte die Rückraumspielerin 2010 das Finale des Europapokals der Pokalsieger. Im Sommer 2011 wechselte Visser zum deutschen Bundesligisten HC Leipzig. Mit Leipzig gewann sie 2014 den DHB-Pokal. Im November 2014 wurde ihr Vertrag aufgelöst. Am 29. Dezember 2014 unterschrieb sie einen bis zum Saisonende 2014/15 laufenden Vertrag beim dänischen Erstligisten Viborg HK. Anschließend wechselte sie zum deutschen Bundesligisten SG BBM Bietigheim. 2017 und 2019 gewann sie mit Bietigheim die deutsche Meisterschaft. Die Saison 2017/18 pausierte sie aufgrund ihrer Schwangerschaft. Nach der Saison 2019/20 beendete sie ihre Karriere.
Visser absolvierte 139 Partien für die niederländische Nationalmannschaft, in denen sie über 450 Treffer erzielte. Visser belegte bei der Europameisterschaft 2010 mit 36 Treffern den fünften Platz in der Torschützenliste. Bei der Europameisterschaft 2016 gewann sie die Silbermedaille. Nachdem Visser bei der Europameisterschaft 2018 die Bronzemedaille gewonnen hatte, beendete sie ihre Länderspielkarriere.

## Privates
Visser ist seit November 2013 mit dem deutschen Fußballtorwart Philipp Pentke liiert.